# Cristià II del Palatinat-Zweibrücken-Birkenfeld
Cristià II del Palatinat-Zweibrücken-Birkenfeld (en alemany Christian II. von Pfalz-Zweibrücken-Birkenfeld) va néixer a Bischwiller el 22 de juny de 1637 i va morir a Bikenfeld el 26 d'abril de 1717. Fill de Cristià I de Birkenfeld-Bischwieler (1598-1654) i de Magdalena Caterina de Wittelsbach (1607-1648).
Després de la mort del seu pare el 1654 va succeir-lo als territoris de Bischweiler. El 1671 va heretar el Palatinat-Zweibrücken-Birkenfeld del seu cosí Carles II Otó. A través de l'herència de la seva dona, també va ostentar el títol de comte de Rappolstein, fins que es va concedir aquest títol el seu fill Cristià III.

## Matrimoni i fills
El 1667 es va casar amb la comtessa Caterina Àgata de Rappoltstein (1648-1683), filla de Joan Jacob de Rappoltstein (1598-1673) i d'Anna Clàudia de Salm-Kyrburg (1615-1673). Amb aquest casament amplià els seus dominis amb les senyories de Hohenack i de Geroldseck. El matrimoni va tenir set fills:
- Magdalena (1648-1683), casada amb Felip de Hanau (1664-1712).
- Lluís (1669-1670)
- Elisabet (1671-1672)
- Cristina (1671-1673)
- Carlota (1672-1672)
- Cristià III de Zweibrucken-Birkenfeld (1674-1735), casat amb Carolina de Nassau-Saarbrücken (1704-1774).
- Lluïsa (1679-1753), casat amb Antoni Ulric de Waldeck (1676-1728).